# ザ・ツイスト
「ザ・ツイスト（ツイスト・No.1）」（ざ・ついすと（ついすと・なんばーわん）。原題は"The Twist"）は、アメリカのミュージシャン・チャビー・チェッカー（Chubby Checker）が1960年にリリースしたシングル。作詞作曲はポール・ディー・クローヴァー（Poal Dee Clover）。もともとはハンク・バラード&ザ・ミッドナイターズ（Hank Ballard & The Midnighters）のカヴァー曲だった。

## 解説
ビルボード (Billboard)誌では、1960年9月19日に、週間ランキング第1位を獲得。ビルボード誌1960年年間ランキングでは第6位。この曲からツイストブームが起こった。
1961年、チャビー・チェッカーがアメリカのCBSのバラエティー番組『エド・サリヴァン・ショー』で、「ザ・ツイスト（ツイスト・No.1）」を歌ったことを切っ掛けにして、アメリカのラジオ局が再び「ザ・ツイスト（ツイスト・No.1）」をかけ始めた。カメオ・パークウェイは、すぐに「ザ・ツイスト（ツイスト・No.1）」を再発売した。ビルボード誌では、1962年1月13日に、再び週間ランキング第1位を獲得した。ビルボード誌1962年年間ランキングでも第1位を獲得した。
ビルボード誌2008年9月20日号で発表されたBillboard Hot 100の50年間総合チャートで、本曲は第1位を獲得した。60年間の総合チャートでも引き続き1位を獲得している。

## その他
- 藤木孝が1962年に発表した楽曲「ツイストNo.1」は、本楽曲とは関係なく、ジョイ・ディー＆ザ・スターライターズ（英語版）の「ペパーミント・ツイスト（英語版）」のカバーである。